# 페트라 마르클룬드
페트라 린네아 파울라 마르클룬드(Petra Linnea Paula Marklund, 1984년 9월 12일 ~ )는 과거 셉템버(September)라는 예명으로 잘 알려진 스웨덴의 싱어송라이터이다.

## 디스코그래피
스튜디오 음반
셉템버
- September (2004)
- In Orbit (2005)
- Dancing Shoes (2007)
- Love CPR (2011)

페트라 마르클룬드
- Teen Queen (1999)
- Inferno (2012)
- Ensam inte stark (2015)
- Frimärken (2021)